# Production IMS
Production IMS Co., Ltd. (яп. 株式会社プロダクションアイムズ кабусики гайся Пуродакусён Аймудзу) или просто Production IMS — японская аниме-студия и производственное предприятие..

## История
Компания была основана бывшим сотрудником Anime International Company 14 февраля 2013 года. Её офис находится Нэриме, Токио

## Работы

### Аниме-сериалы
- Inari, Konkon, Koi Iroha (2014)
- Date A Live II (2014)
- Ore, Twintail ni Narimasu (2014)
- Shinmai Maou no Testament (2015)
- Joukamachi no Dandelion (2015)
- Shinmai Maou no Testament Burst (2015)
- Active Raid: Kidou Kyoushuushitsu Dai Hachi Gakari (2016)
- Hundred (2016)
- Haisukuru Furito (2016)
- Hybrid x Heart Magias Academy Ataraxia (2016)
- Active Raid: Kidou Kyoushuushitsu Dai Hachi Gakari Second (2016)
- Takunomi (2018)

### Фильмы
- Sora no Otoshimono Final: Etanaru Mai Masuta (2014)
- Date A Live Movie: Mayuri Judgement (2015)

## Финансовые проблемы
20 декабря 2017 года аниматор Тэру Миядзаки опубликовал, затем удалив, сообщение в Twitter, в котором написал, что студия, производящая аниме (подразумевая Production IMS), не платила аниматорам. 7 июня 2018 года компания-исследователь Tokyo Shoko Research сообщила, что Production IMS начала консолидировать свои долги и что сотрудники рассматривают возможность подачи заявки на банкротство. 11 октября 2018 года компания официально закрылась.